# Korolowo (rejon szarangski)
Korolowo (ros. Королёво) – wieś (dieriewnia) w Rosji, w obwodzie niżnonowogrodzkim, w rejonie szarangskim. W 2010 liczyła 84 mieszkańców.